# Frédérique Lucien
Frédérique Lucien est une artiste plasticienne française née à Briançon le 28 septembre 1960. Elle travaille le dessin, la peinture, ainsi que la céramique.

## Parcours artistique
Frédérique Lucien est diplômée des Beaux-Arts de Paris en 1987, où elle a pour professeur Joël Kermarrec.
Elle est pensionnaire à la Villa Médicis (Académie de France à Rome), au sein de la promotion 1991-1992.
Sa première exposition personnelle a lieu en 1990 à la galerie Jean Fournier, à Paris.
Son travail se développe depuis les années 1990 autour du végétal, du minéral, de l’organique et du corps humain, sous forme de séries et, simultanément, sur différentes thématiques. Elle traite le corps humain majoritairement avec le dessin, la sculpture et la céramique, et le végétal avec le dessin et les papiers découpés.
Elle a régulièrement travaillé avec les éditeurs Éric Seydoux et Michael Woolworth.
Une exposition rétrospective de son œuvre imprimée est présentée au musée du dessin et de l'estampe originale de Gravelines en 2002. En 2010, 2011 et 2012, le musée Zadkine à Paris, le musée des Beaux-Arts de Brest, de Caen et de Vannes consacrent une rétrospective de l'œuvre de l'artiste,,.
Ses œuvres sont présentes dans de nombreuses collections publiques en France (Fonds national d'art contemporain), ainsi qu'à l'étranger, (Banque interaméricaine de développement, Cultural Center, Washington[Quoi ?], musée de Kiscell de Budapest…)

### Commentaire
À propos de son travail, elle explique  : 

« Une feuille est une feuille, une bouche est une bouche, mais l'arbre ou la personne à laquelle elles appartiennent font qu'elles sont forcément dissemblables, qu'elles ont chacune une "personnalité" propre. C'est cette spécificité que je m'efforce de montrer. »

### Distinctions et reconnaissance
- 1992 : Bourse de la Fondation Cartier pour l'art contemporain, atelier en résidence, Jouy-en-Josas
- 1992 : Prix Jean François Millet, Valognes
- 2004 : Prix Lacourière de la Fondation de France, Paris
- 2013 : Entre dans Le Dictionnaire universel des créatrices[9],[10]

## La Couleuvre, lieu d’exposition pour l’art contemporain
Frédérique Lucien est la cofondatrice de la Couleuvre, un lieu d’exposition pour l’art contemporain situé à Saint-Ouen. La Couleuvre existe depuis 2012.
Les expositions fonctionnent sous forme de carte blanche donnée à des artistes « commissaires » chargés d’imaginer un projet et d’inviter d’autres artistes à exposer. La Couleuvre essaie aussi de défendre le travail des artistes femmes en proposant des expositions personnelles. Ainsi, des artistes telles que Christelle Familiari, Elsa Tomkowiak, Anne-Marie Cornu ou Margaret Dearing ont pu montrer leur travail. La Couleuvre organise aussi des séances de projections de vidéos et de films rares.[réf. nécessaire]

## Expositions personnelles (sélection)
- 1990 : Pistils, Galerie Jean Fournier, Paris
- 1992 : Frédérique Lucien, galerie M&M, Cannes
- 1992 : Villa Médicis, Académie de France à Rome
- 1995 : When summer has almost gone, De Vaalserberg, Rotterdam
- 1995 : Galerie Eric Dupont, Toulouse
- 1995 : Maison de la culture d'Amiens
- 1996 : Maison d'art contemporain de Chaillioux, Fresnes
- 1996 : La Box, un lieu pour l'Art Contemporain, Bourges
- 1996 : Galerie Jean Fournier, Paris
- 1997 : La VIGIE-Art Contemporain, Nimes
- 1997 : Sainte Agathe, école des Beaux-Arts, Quimper
- 1998 : Galerie Raum fur Kunst, Institut français de Graz
- 1998 : Galerie Eric Dupont, Paris
- 2000 : Scène nationale, Théâtre d'Angers
- 2000 : Musée Saint-Germain, Auxerre
- 2002 : Histogrammes des espoirs, Atelier Eric Seydoux, Paris
- 2002 : Musée du dessin et de l'estampe originale de Gravelines
- 2003 : Aître Saint-Maclou, école des Beaux-Arts, Rouen
- 2005 : Ancien collège des Jésuites, Reims
- 2006 : Labium, Atelier Eric Seydoux, Paris
- 2006 : Galerie Jean Fournier, Paris
- 2007 : Galerie Où, Marseille
- 2007 : Natural elements, galerie Yamaki Fine Art[13], Kobe
- 2008 : Les commencements, galerie Jean Fournier, Paris
- 2011 : Introspectives, musée des beaux-arts de Brest
- 2011 : Introspectives, musée des beaux-arts de Caen
- 2011 : Anonyme, Galerie Jean Fournier, Paris[14]
- 2011 : Introspectives[15], musée Zadkine, Paris
- 2012 : Introspectives[15], musée des Beaux-Arts La Cohue de Vannes
- 2012 : Sans repentir, sur une proposition d’Otto Teichert, La Chaufferie, Haute École des arts du Rhin, Strasbourg
- 2013 : Omphalos, galerie Jean Fournier, Paris[16]
- 2013 : Feuiller, galerie Réjane Louin, Locquirec
- 2015 : IL, galerie Jean Fournier, Paris
- 2016 : Frédérique Lucien, estampes, livres d’artiste, galerie Leizorovici, Paris
- 2018 : Trames et variations, galerie Jean Fournier, Paris[17]
- 2019 : Corps et décors, musée Matisse de Nice

## Collections publiques et privées (sélection)
- Bryn Mawr College, Philadelphie
- Fonds municipal d'art contemporain de la Ville de Paris
- Fonds national d'art contemporain, Puteaux
- Fonds régional d'art contemporain de Bretagne
- Banque interaméricaine de développement ; Cultural Center, Washington
- Musée de Kiscell, Budapest
- Musée d'art contemporain du Val-de-Marne, Vitry-sur-Seine
- Musée du dessin et de l'estampe originale de Gravelines
- Musée-Abbaye Saint-Germain d'Auxerre
- Maison du livre, de l'image et du son, Villeurbanne
- Bibliothèque nationale de France, Paris
- Collection ministère des Affaires étrangères, Paris
- Collection médiathèque de Vannes
- Collection Cneai[18], Chatou
- Bibliothèque, Carré d'art, Nîmes
- Musée des Beaux-Arts La Cohue de Vannes
- Musée des Beaux-Arts de Caen
- Musée des Beaux-Arts de Brest
- Manufacture nationale de Sèvres